# Monostichodus
Monostichodus – rodzaj ryb promieniopłetwych z rodziny Distichodontidae.

## Zasięg występowania
Rodzaj obejmuje gatunki występujące w słodkich wodach środkowo-zachodniej Afryki.

## Morfologia
Długość ciała 4,6–9,2 cm.

## Systematyka
Rodzaj zdefiniował w 1886 roku francuski zoolog i botanik Léon Vaillant na łamach La Revue scientifique. Na gatunek typowy wyznaczono w ramach oznaczenia monotypowego M. elongatus.

### Etymologia
- Monostichodus: gr. μονος monos ‘pojedynczy’[5]; στιχος stikhos ‘rząd, szereg czegoś’[6]; οδους odous, οδοντος odontos ‘ząb’[7].
- Hemistichodus: gr. ἡμι- hēmi- ‘pół-, mały’, od ἡμισυς hēmisus ‘połowa’[8]; στιχος stikhos ‘rząd, szereg czegoś’[6]; οδους odous, οδοντος odontos ‘ząb’[7]. Typ nomenklatoryczny: Hemistichodus vaillanti Pellegrin, 1900 (= Monostichodus elongatus Vaillant, 1886).

### Podział systematyczny
Do rodzaju należą następujące gatunki:
- Monostichodus elongatus Vaillant, 1886
- Monostichodus lootensi (Poll & Daget, 1968)
- Monostichodus mesmaekersi (Poll, 1959)